# Neobisium polonicum
Neobisium polonicum är en spindeldjursart som beskrevs av Rafalski 1936. Neobisium polonicum ingår i släktet Neobisium och familjen helplåtklokrypare. Inga underarter finns listade i Catalogue of Life.